# Tephritohypotyphla masaiensis
Tephritohypotyphla masaiensis är en tvåvingeart som beskrevs av Vanschuytbroeck 1963. Tephritohypotyphla masaiensis ingår i släktet Tephritohypotyphla och familjen Pyrgotidae.
Artens utbredningsområde är Tanzania. Inga underarter finns listade i Catalogue of Life.